# ERICAM
El ERICAM (Emergencia y Respuesta Inmediata de la Comunidad de Madrid) se creó para dar respuesta desde la Comunidad de Madrid a catástrofes que se produzcan en alguna Comunidad Autónoma española así como en cualquier país del mundo.
El ERICAM comenzó a funcionar en agosto de 2007 con la puesta en marcha del ERIC (Equipo de Rápida Intervención en Catástrofes de la Comunidad de Madrid) del Cuerpo de bomberos de la Comunidad de Madrid. Posteriormente, se sumó el EIS (Equipo de Intervención Sanitaria del SUMMA 112) para dotar al ERICAM de un grupo sanitario y finalmente los equipos de búsqueda canina.
Actualmente, después de haber pasado un examen de clasificación por parte de la ONU, el ERICAM se encuentra certificado como equipo medio de rescate urbano.

## Antecedentes
El ERICAM se creó para canalizar de una forma organizada y unificada la ayuda que desde la Comunidad de Madrid se enviaba con anterioridad al año 2007 sin tener una organización previa y especializada para ello, excepto la propia del funcionamiento del Cuerpo de Bomberos en situación ordinaria, actuando en los terremotos de México (septiembre 1985), El Salvador (enero 2001), Turquía (mayo 2003), Argelia (mayo 2003)y Marruecos (mayo 2004).
Dentro de esta iniciativa, impulsada por la Dirección General de Protección Ciudadana de la Consejería de Presidencia y Justicia de la Comunidad de Madrid, lo primero que se creó fue el ERIC con personal de Bomberos de la Comunidad de Madrid. 
En el 2009 se le sumó el SUMMA 112, que creó el EIS (Equipo de Intervención Sanitaria del SUMMA 112), para conformar el grupo sanitario del ERICAM.
Y posteriormente se integraron mediante convenios con la Consejería de Presidencia y Justicia de la Comunidad de Madrid los siguientes equipos de búsqueda canina:

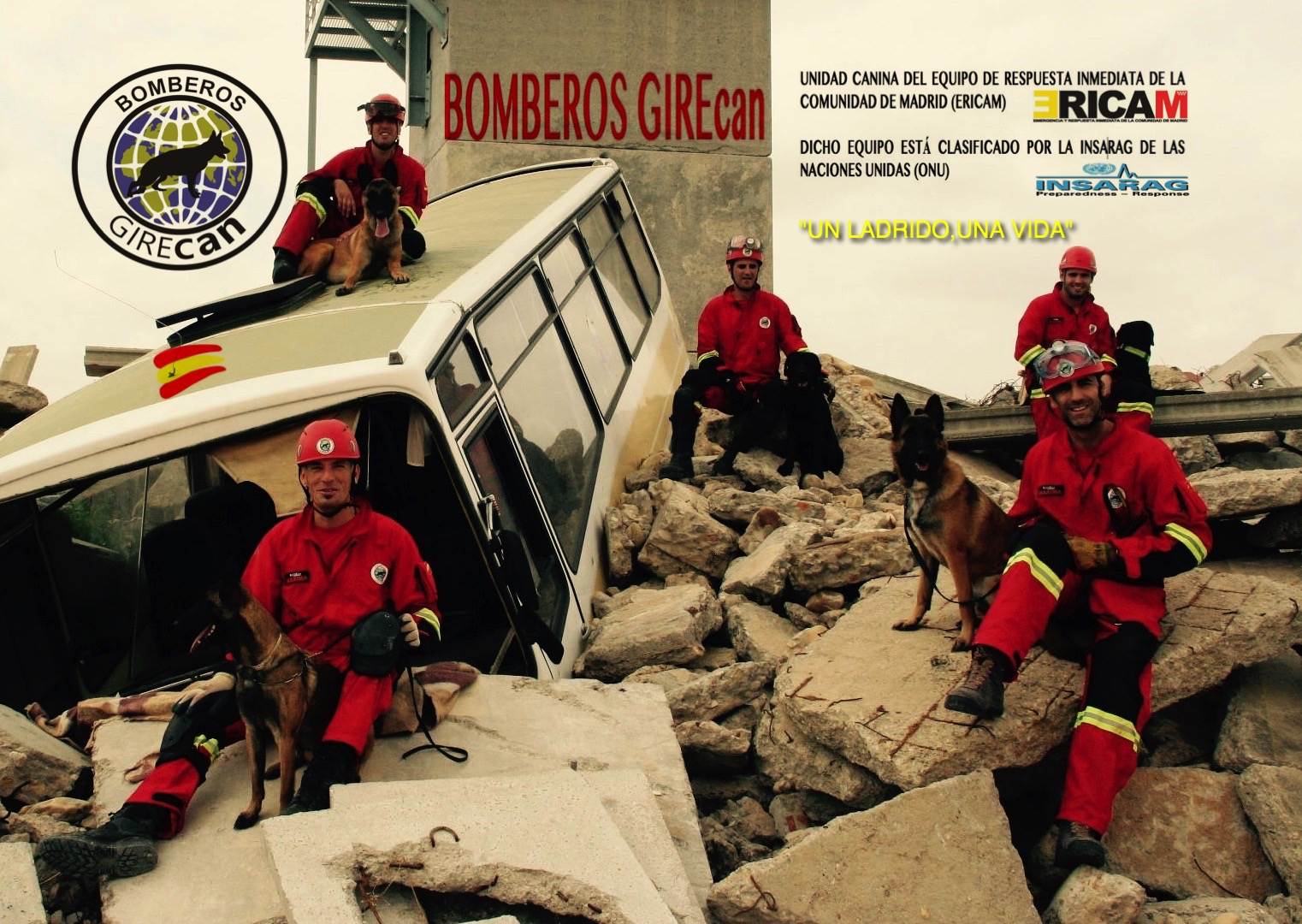
Grupo Internacional de Rescate Canino. Bomberos GIREcan

- Unidad Canina de Protección Civil de Las Rozas[2]
- Escuela Española de Salvamento y Detección con Perros (ESDP)[3]
- BOMBEROS-GIRECAN[4]
- UCAB[5]

Así mismo, el equipo dispone dentro de su estructura con Prensa y Comunicación 112 de la Comunidad de Madrid.
Desde su creación el ERICAM cuenta también con la colaboración de la Dirección General de Cooperación al Desarrollo (Viceconsejería de Inmigración y Cooperación de la Consejería de Asuntos Sociales (Comunidad de Madrid).
Del mismo modo, ha contado con la colaboración de otras instituciones de emergencias del ámbito territorial de la Comunidad de Madrid como Cruz Roja.
Tras la finalización de los convenios con las diferentes unidades caninas iniciales, actualmente mantiene convenios con los grupos caninos de la Escuela Española de Salvamento (ESDP) y la Protección Civil de Las Rozas.

## Características
- Disponibilidad permanente: Todos los días del año
- Tiempo de movilización máximo: 4 horas
- Ámbito de actuación: Nacional e Internacional
- Autonomía en el extranjero: 7 días
- Grupo mínimo: Variable en función del tipo de catástrofe (12 - 40 personas) 

## Estructura
Lo integran, de manera voluntaria, alrededor de 200 profesionales de la emergencia, entre bomberos del ERIC y sanitarios del EIS, a los que hay que sumar el personal experto en búsqueda canina que colabora mediante convenio.
Por lo tanto el ERICAM lo constituye:

### ERIC
Está compuesto por unos 140 Bomberos del Cuerpo de Bomberos de la Comunidad de Madrid que se han adscrito de manera voluntaria. Cuenta con materiales y herramientas específicas para la intervención en catástrofes.
El ERIC asume la organización operativa, así como la puesta a punto y mantenimiento del almacén general, situado en el parque central de bomberos de Las Rozas.
Se establecen turnos quincenales de alerta.

### EIS
Está compuesto por unos 60 sanitarios de emergencias del SUMMA 112, que al igual que el ERIC se han adscrito de forma voluntaria al grupo.

### Equipos de búsqueda canina K-9
Se firmaron inicialmente convenios con las Unidades Caninas como, Protección Civil de Las Rozas, Escuela Española de Salvamento y Detección con perros (ESDP), BOMBEROS-GIRECAN y UCAB.
Cada quincena se encuentran de alerta dos grupos con posibilidad de aporte de 2 binomios de cada grupo.Todos los equipos pueden complementarse con el personal de los siguientes grupos de alerta, en caso de necesitar activar un número mayor de personal.
Estos convenios con el tiempo se modificaron o finalizaron quedando actualmente tan sólo los convenios con ESDP y la protección Civil de Las Rozas.

## Tipo de actuaciones
El ERICAM está preparado para actuar en cualquiera de las siguientes situaciones:
- Terremotos, maremotos y volcanes.
- Huracanes y tornados.
- Riadas y grandes inundaciones.
- Lodos y corrimientos de tierra.
- Grandes colapsos de edificios, asociados o no a atentados terroristas.
- Grandes incendios forestales.
- Grandes incendios industriales.
- Apoyo logístico a equipos sanitarios y a la población.

## Intervenciones

### 2007
-Incendio forestal en Tenerife

### 2008
- Incendio forestal en Segovia.
- Incendio forestal en Valencia.
- Incendio forestal en Guadalajara.

### 2009
- Incendio forestal en Teruel.
- Incendio forestal en Ávila.

### 2010
- Terremoto de Haití.
- Terremoto de Chile.

### 2011
- Terremoto de Lorca.

### 2016
- Terremoto de Ecuador
ERICAM y UME regresan de Ecuador http://www.abc.es/sociedad/abci-ericam-regresan-ecuador-4871915824001-20160430022037_video.html?
2017
-Incendio Forestal en Portugal en Castelo Branco
2020
-Incendio Forestal en Extremadura.
-Incendio Forestal en Orense.
2021
-Incendio Forestal en Sierra Bermeja, Málaga.
2022
- Convoy de ayuda a los Bomberos Ucranianos con equipamiento profesional.
2023
- Terremoto de Turquía.
- Incendios Forestales en Canadá.
- Terremoto de Marruecos.
2024
- DANA en la Comunidad Valenciana

## Certificación INSARAG
INSARAG es el acrónimo, en inglés, del Grupo Consultor de Búsqueda y Rescate Internacional, encuadrado en la Oficina para la coordinación de Asuntos Humanitarios de la ONU.
El INSARAG emite las directrices internacionales válidas para la coordinación de los diferentes grupos de búsqueda y rescate y, en consecuencia, otorga los certificados que reconocen la capacidad suficiente para intervenir internacionalmente en grandes catástrofes, de tal manera que los grupos que poseen este certificado tienen prioridad, según la ONU, para recibir cualquier tipo de ayuda.
En España, el ERICAM es el primer grupo certificado ( ESP01). Siendo necesario haber superado una prueba de aproximadamente 36 horas de duración donde hay que demostrar la capacidad para realizar correctamente las labores de búsqueda y rescate fijadas por la ONU.
La UME (ESP02) realizó esta prueba, tras el ERICAM en noviembre de 2011.
Este examen de clasificación tiene una validez de cinco años, tras los cuales se hace necesario realizar un examen de reclasificación de similares características. El ERICAM realizó este ejercicio en Alemania en el año 2016.
Debido a la pandemia de Coronavirus, no se pudo realizar el siguiente examen de reclasificación en la fecha prevista, siendo retrasada hasta 2023 cuando se reclasifica en un ejercicio realizado en Suiza.

## Sistema Europeo de Respuesta ante Desastre
Desde 2018 el ERICAM se ha incorporado al Sistema Europeo de Protección Civil como Módulo MUSAR (Equipo Medio de Búsqueda y Rescate Urbano) pudiendo ser activado desde la Unión Europea a cualquier tipo de terremoto que suceda dentro o fuera de la Unión Europea.

## Condecoraciones
En 2016 el equipo fue condecorado con la enmienda del 2 de mayo por el Gobierno de la Comunidad de Madrid.
En este mismo año fue reconocido con la Medalla al Mérito  de la Protección Civil en su categoría de Bronce con distintivo azul, otorgada por el Ministerio del Interior de España.